# Cisery
Cisery es una localidad y comuna francesa situada en la región de Borgoña, departamento de Yonne, en el distrito de Avallon y cantón de Guillon.

## Demografía
| 139 | 155 | 160 | 172 | 164 | 167 | 156 | 149 | 150 | 160 | 183 | 156 | 161 | 167 | 150 | 147 | 137 | 122 | 113 | 138 | 102 | 100 | 109 | 115 | 101 | 92 | 110 | 101 | 89 | 70 | 73 | 62 | 61 |
| Para los censos de 1962 a 1999 la población legal corresponde a la población sin duplicidades (Fuente: INSEE [Consultar]) |     |     |     |     |     |     |     |     |     |     |     |     |     |     |     |     |     |     |     |     |     |     |     |     |    |     |     |    |    |    |    |    |